# West Ham (métro de Londres)
Pour les articles homonymes, voir West Ham.
West Ham est une station des lignes : District line, Hammersmith & City line et Jubilee line, du métro de Londres, en zone 2 & 3. Elle est située sur la Manor Road, à West Ham sur le territoire du Borough londonien de Newham.
La station est incluse dans la gare de West Ham qui permet des correspondances avec les rames du Docklands Light Railway (DLR) et les trains National Rail.

## Services aux voyageurs

### Desserte
West Ham est située dans la zone tarifaire 3 de la Travelcard.

## À proximité
- West Ham (Londres)